# Villeneuve-sous-Dammartin
Villeneuve-sous-Dammartin é uma comuna francesa localizada na região administrativa da Île-de-France, no departamento Sena e Marne. A comuna possui 413 habitantes segundo o censo de 1990.